# Сёр
Сёр (фр. Seurre) — коммуна во Франции, находится в регионе Бургундия. Департамент коммуны — Кот-д’Ор. Входит в состав кантона Сёр. Округ коммуны — Бон.
Код INSEE коммуны — 21607.

## Население
Население коммуны на 2010 год составляло 2432 человека.
| 1962 | 1968 | 1975 | 1982 | 1990 | 1999 | 2010 |
| ---- | ---- | ---- | ---- | ---- | ---- | ---- |
| 2396 | 2683 | 2822 | 2694 | 2728 | 2668 | 2432 |

## Экономика
В 2010 году среди 1383 человек трудоспособного возраста (15—64 лет) 1002 были экономически активными, 381 — неактивными (показатель активности — 72,5 %, в 1999 году было 70,3 %). Из 1002 активных жителей работали 864 человека (473 мужчины и 391 женщина), безработных было 138 (49 мужчин и 89 женщин). Среди 381 неактивных 102 человека были учениками или студентами, 168 — пенсионерами, 111 были неактивными по другим причинам.